# North Twin Peak
Il North Twin Peak è uno dei due picchi compresi nel massiccio nominato The Twins, appartenente alle Montagne Rocciose Canadesi, localizzato nella provincia canadese dell'Alberta.
Il nome del massiccio risale al 1898, e solamente nel 1980 si decise di dare un nome separato ai due picchi: il North e il South Twin Peak.